# IC 52
IC 52 је спирална галаксија у сазвјежђу Рибе која се налази на листи објеката дубоког неба у Индекс каталогу.
Деклинација објекта је + 4° 5' 31" а ректасцензија 0h 48m 23,7s. Привидна величина (магнитуда) објекта IC 52 износи 14,5 а фотографска магнитуда 15,3. IC 52 је још познат и под ознакама UGC 494, MCG 1-3-5, CGCG 410-7, UM 69, PGC 2834.